# 勒皮扬梅多克
勒皮扬梅多克（法語：Le Pian-Médoc，法語發音：[lə pjɑ̃ medɔk]）是法国吉伦特省的一个市镇，属于波尔多区。

## 地理
勒皮扬梅多克（44°57'18"N, 0°40'11"W）面积30.12 平方千米，位于法国新阿基坦大区吉倫特省，该省份为法国西南部沿海省份，是法國本土面积最大的省，北起滨海夏朗德省，西临大西洋，南至朗德省，东南接洛特-加龍省，东临多爾多涅省。
与勒皮扬梅多克接壤的市镇（或旧市镇、城区）包括：马科、布朗克福尔、阿尔萨克、吕东梅多克、帕朗皮尔、圣欧班德梅多克、勒塔扬梅多克。

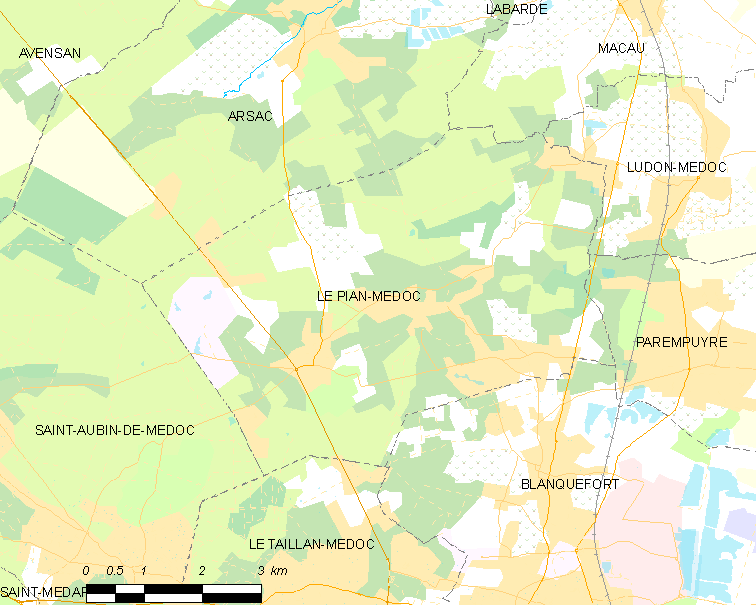
勒皮扬梅多克的OSM定位图

勒皮扬梅多克的时区为UTC+01:00、UTC+02:00（夏令时）。

## 行政
勒皮扬梅多克的邮政编码为33290，INSEE市镇编码为33322。

## 政治
勒皮扬梅多克所属的省级选区为梅多克之门县。

## 人口

1962-2008年间勒皮扬梅多克人口变化图示

勒皮扬梅多克于2022年1月1日时的人口数量为7198人。